# اس‌دی آی مدیا
اس‌دی آی مدیا (انگلیسی: SDI Media) شرکت سرگرمی آمریکایی است، که در سال ۱۹۶۵ تأسیس شد.